# Daniel Lewis Williams
Daniel Lewis Williams (* 29. März 1943 in Ogden, Utah; † 10. Januar 2023 in Breitbrunn) war ein US-amerikanisch-deutscher Opernsänger (Bass).

## Leben
Daniel Lewis Williams (Basso profondo) ist in Billings, Montana (USA) aufgewachsen. Im Kindesalter sang er als Knabensopran in Opern und Konzerten im Westen der USA. Nach seinem Stimmbruch konzentrierte er sich zunächst vorwiegend auf Musicals. Mit sechzehn Jahren war er Sieger des internationalen Kiwanis Talentwettbewerbs in New York City, USA.
Nach seinem B.A. Rhetorik- und Theaterstudium an der University of Utah zog Williams nach München um. Dort setzte er sein Studium an der Hochschule für Musik und Theater München unter  Raimund Grumbach weiter fort. Seine Lehrer waren außerdem Ernst Haefliger, Kammersänger Kurt Böhme und  Kurt Moll.
An der Oper in Trier begann die Karriere von Williams in Europa. Als Bass gastierte er unter anderem an den Theatern Kiel und Krefeld sowie ab 1989 an der Deutschen Oper am Rhein.
Williams erreichte seinen Durchbruch als Ochs von Lerchenau in Der Rosenkavalier, den er inzwischen bereits international in zweiundzwanzig Neuinszenierungen gesungen hat. Er trat als Opernsänger an vielen Häusern Europas sowie unter anderem im Rahmen des Saito Kinen Festivals in Japan und des Festival dei Due Mondi in Spoleto (Italien) auf. Er gastierte an der Hamburgischen Staatsoper, dem Teatro Massimo in Palermo, der Bayerischen Staatsoper, der Opera Trieste in Italien, der Deutschen Oper Berlin sowie dem John F. Kennedy Center for the Performing Arts (USA) und der Semper-Oper in Dresden.
Sein Repertoire umfasste vorwiegend Werke von Beethoven, Giuseppe Verdi, Mozart, Antonín Dvořák, Dmitri Dmitrijewitsch Schostakowitsch, Franz Schubert, Robert Schumann, Carl Loewe und Igor Strawinski. Williams war Mitglied der Bayerischen Staatsoper.
Er hatte drei Kinder und lebte am Ammersee. Zusammen mit seiner Tochter Judith Williams, die ebenfalls Opernsängerin ist, produzierte er in den Jahren 2000 (With Love) und 2003 (Träume) zwei eigene CDs.
Im Oktober 2022 gab Judith Williams in der Sendung Die Höhle der Löwen seine Alzheimer-Erkrankung bekannt, woran er etwa sieben Jahre lang litt. Williams starb im Januar 2023 im Alter von 79 Jahren.

## Kritiken
„Daniel Lewis Williams, eine Bassstimme mit enormer Kraft und tragender Stärke mit einem sonoren Timbre.“

„Er bot ein glanzvolles tiefes ‚E‘ am Ende des zweiten Aktes… er war eine donnernde Freude.“

„stimmlich bravourös und souverän, der Baron von Daniel Lewis Williams. Das Stimmliche und Darstellerische kann nicht genug gelobt werden.“

„[…] darin der Ochs auf Lerchenau: Daniel Lewis Williams singt ihn gedrungen, mit kraftstrotzender stimmlicher Eleganz.“

„Daniel Lewis Williams als Ochs platzt herein, auch sein vitales Begehren ist infiziert von Berechnung. Alles kippt um in eine grandiose Groteske – die Absurdität wird mit so hemmungslosem Humor unterm Vergrößerungsglas der Bühne ausgebreitet, jedes Äderchen der sozialen und psychologischen Skurrilitäten sichtbar, dass die Gattung mit Grandezza erfüllt war: so habe ich hier noch nie so lachen können. Williams ist ein forscher Ochs, dessen Stimme in der Tat an seinen Lehrer Kurt Böhme erinnert, mühelos und bravourös bewältigt er die Klippen der Partie, bleibt nicht Kunstwienerisches schuldig und erreicht im III. Akt fesselnde Höhepunkte.“

## Diskografie
- Rocco, Fidelio, Opera di Roma, Rom, Italien
- Dansker, Billy Budd, Bayerische Staatsoper, München
- Holzhacker, Königskinder, Bayerische Staatsoper, München
- Peneios, Daphne, Teatro La Fenice, Venezia, Italien
- Daland, Fliegender Holländer, Theater der Stadt Trier
- Timur, Turandot, Nationale Reisopera, Holland